# Oleg Mutu
Pour les articles homonymes, voir Mutu.
Oleg Mutu, né le 22 juillet 1972 à Kichinev (actuellement Chișinău), en URSS, dans la République socialiste soviétique moldave, est un directeur de la photographie roumain.
Il a remporté deux prix Gopo de la meilleure image ainsi que d'autres prix internationaux.

## Filmographie

### Comme directeur de la photographie
- 1997 : Mariana
- 1998 : Telefon în strainatate
- 1998 : Mîna lui Paulista
- 2000 : Corul pompierilor
- 2000 : Nothing by Chance (Nici o întâmplare)
- 2000 : Zapping
- 2000 : Dincolo
- 2002 : On the Other Side (Ajutoare umanitare)
- 2003 : Stuff That Bear!
- 2004 : Cigarettes and Coffee (Un cartus de kent si un pachet de cafea)
- 2005 : Lost and Found (épisode Turkey Girl)
- 2005 : La Mort de Dante Lazarescu (Moartea domnului Lãzãrescu)
- 2006 : Lombarzilor 8 (série TV)
- 2006 : Mari români (série TV)
- 2006 : What Means Motley?
- 2006 : One Shot Wonder
- 2007 : 4 mois, 3 semaines, 2 jours (4 luni, 3 săptămâni și 2 zile) de Cristian Mungiu
- 2009 : Contes de l'Âge d'Or (Amintiri din Epoca de Aur)
- 2010 : My Joy (Счастье моё) de Sergei Loznitsa
- 2011 : Un samedi presque parfait (V subbotu)
- 2012 : Cod rosu
- 2012 : Au-delà des collines (După dealuri) de Cristian Mungiu
- 2012 : Dans la brume (В тумане) de Sergei Loznitsa
- 2013 : Eka et Natia, chronique d'une jeunesse géorgienne (Grzeli nateli dgeebi)
- 2013 : La limita de jos a cerului
- 2013 : With Mum (Sa mamom)
- 2013 : Silent Places
- 2015 : Nollibrot (Cheia)
- 2015 : Cher Hans, brave Piotr (Milyy Khans, dorogoy Pyotr)
- 2015 : Orizont
- 2015 : Together For Ever
- 2016 : United States of Love (Zjednoczone Stany Miłości)
- 2016 : L'été est fini (Vara s-a sfârsit) de Radu Potcoavă
- 2017 : Une femme douce (Кроткая) de Sergei Loznitsa
- 2018 : Donbass (Донбас) de Sergei Loznitsa
- 2021 : Dédales (Miracol) de Bogdan George Apetri

Prochainement (Dates sujettes à modification)
- 2017 : Brighton Beach
- 2017 : Perfect Sanatos

### Comme producteur
- 2009 : Contes de l'Âge d'Or